# Ochicanthon javanus
Ochicanthon javanus là một loài bọ cánh cứng trong họ Bọ hung (Scarabaeidae).